# Idaea sodaliaria
Idaea sodaliaria là một loài bướm đêm trong họ Geometridae.